# Charter Arms Undercover

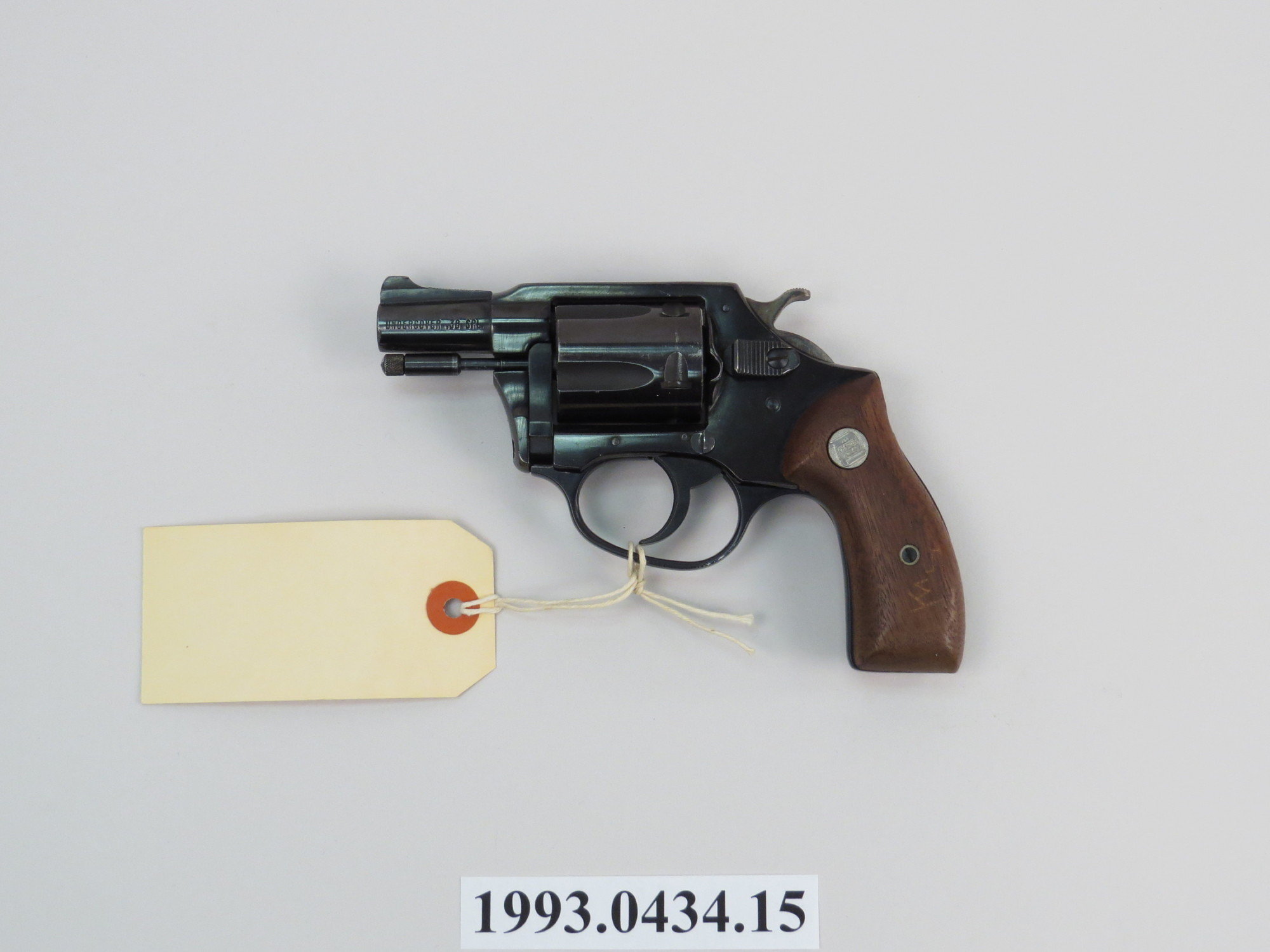
Un Charter Arms Undercover version 1965 en calibre .38 Spécial. Destiné à une clientèle de policiers en civil : cette arme de poing compacte et légère était un concurrent du S&W Chiefs Special.

  Le Charter Arms Undercover est le premier revolver de la firme américaine Charter Arms mis en vente en 1965. Ses clients sont les officiers de police et détectives (port discret et/ou arme de secours) et les citoyens pour leur défense personnelle, aux États-Unis, principalement.

## Description
L'Undercover est un petit revolver  possédant une carcasse en alliage léger (456 à 485 g sans cartouches pour les « gros calibre » et 320 à 380 g pour les petits)  et un barillet à faible capacité (5 coups en .38 Special et 6 coups en .22 LR/.22 Magnum/ .32 S&W Long). Il fonctionne en double action classique ou DAO (avec un chien sans crête).
- La première version, sans carénage de baguette d'éjection fut proposé de 1965 à 1986, avec un  canon de 5,1 ou 7,6 cm (la version en .32 n 'existait qu'avec le canon court). Sa visée est fixe. Il mesurait 15,9 ou 18,5 x 12 x 3,5 cm. Il était vendu en finition noire ou nickelée. La production des Undercover .22 cessa rapidement au profit du Charter Pathfinder  et celles des .32 remplacé par le Charter Undercoverette destinée à une clientèle féminine.
- La Seconde version, avec carénage de la baguette d'éjection, est commercialisé depuis 1987 (avec une interruption au cours des années 1990). Elle n'existe qu'avec un canon de 5 cm avec des plaquettes de crosse  enveloppantes quadrillées en bois ou élastomère. Son encombrement passe ainsi à 16 ou 16,5 cm (selon le type de plaquettes) pour une masse de 470 g. Ses versions  en acier inoxydable (Stainless Undercover) et à carcasse en alliage d'aluminium (Undercover Lite) pèsent respectivement 510 g et 336 g. Cette seconde version tire la .38 Spécial à haute pression. La carcasse de l'Undercover Lite peut être teinte en blanc ou rouge.

## Variantes des années 2000
Afin de conquérir une clientèle plus large du marché des armes de défense personnelle, l'Undercover Lite est décliné à partir de la fin des années 2000 en :
- Southpaw, version pour gaucher : barillet basculant à droite. Finition noir mat.
- Lavender Lady, finition lavande. Canon et barillet polis gris mat. En .32 H&R Magnum sur demande.
- Pink Lady, finition rose. Canon et barillet polis gris mat. En .32 H&R Magnum sur demande.
- Goldfinger, finition or. Canon et barillet noir mat. En .32  H&R Magnum sur demande.

Ces modèles ont en commun une masse à vide de 340 g;  une longueur totale de 16,5 cm et des plaquettes de crosse en élastomère.

## Un revolver bon marché
En 1972, ce revolver était vendu de 80 à 96 US$ selon le type de plaquettes de crosse (minces ou étoffées type Charter Bulldog) de chien et la longueur du canon contre 95 à 105 US$ pour un S&W Chiefs Special à carcasse en alliage léger.

## Une victime célèbre
Dans la version 38 Spécial, c'est l'arme utilisée par Mark David Chapman pour assassiner John Lennon, le 8 décembre 1980. Mais ce petit .38 bon marché  a été l'arme du meurtrier dans d'autres affaires criminelles aux USA :
- Un Charter Arms "Undercover" .38 Special est utilisé par Mumia Abu-Jamal lors du meurtre de l'officier de police Daniel Faulkner (en) le 9 décembre 1981 ;
- Un Charter Arms "Undercover" est utilisé par Van Brett Watkins Sr. pour assassiner Cherica Adams, la petite amie de l'ancien receveur des Carolina Panthers, Rae Carruth, lors d'une fusillade en 1999[1].

## Dans la culture populaire
Moins courant que le Chiefs Special, ce petit .38 arme les personnages suivants au cinéma :
- Richard Vickers  (Leslie Nielsen) dans 	Creepshow (1982).
- Matt Sculder (Jeff Bridges) et Sunny (Alexandra Paul) dans Huit millions de façons de mourir  (1986, adaptation du roman du même titre de Lawrence Block)
- l'agent special du 	F.B.I. Angelo Pappas  (Gary Busey) dans 	Point Break  (1991).
- Jose Quesada  (Paul Ben-Victor) dans 	Daredevil 		(2003).

De même, il est choisi par les policiers  du NYPD 	Max Payne 	(Max Payne, 2008), Terry Hoitz (Very Bad Cops, 2010) et Billy Taggart (Broken City, 2013), tous joués par Mark Wahlberg.

## Sources
1. ↑  Scott Fowler, « 'I want him dead': Hitman hired to kill Cherica Adams will never forgive Carruth », sur charlotteobserver.com, 1er octobre 2019 (consulté le 11 juin 2024)

- R. Caranta, Les Armes de votre Défense, Balland, 1977
- J. Huon, Encyclopédie de l'Armement mondial, tome 3, Grancher 2012.